# Andrea Luci
Andrea Luci (Piombino, 30 marzo 1985) è un ex calciatore italiano.

## Carriera
Entra nel settore giovanile della Fiorentina nel 1996, all'età di 11 anni. Nel 2002 si trasferisce a parametro zero alla Juventus dopo il fallimento della società toscana. Con i bianconeri ha vinto due edizioni del Torneo di Viareggio (2004, 2005) e una Coppa Italia Primavera. 
Nel 2005 passa in prestito alla Torres, in Serie C1. Il 30 agosto 2006 passa in prestito con diritto di riscatto al Pescara. Esordisce in Serie B il 9 settembre in Pescara-Bologna (0-1), subentrando all'83' al posto di Damiano Moscardi. Termina la stagione con 32 partite e una rete. Il 26 giugno 2007 passa in prestito con diritto di riscatto della metà all'Ascoli in Serie B, che nel 2008 lo riscatta alle buste.
Il 25 giugno 2010 viene acquistato a titolo definitivo dal Livorno. Esordisce con gli amaranto il 15 agosto contro la Cremonese in Coppa Italia. Il 2 giugno 2013 gli amaranto vincono 1-0 la partita di ritorno della finale play-off contro l'Empoli, tornando nella massima serie dopo 3 anni. Esordisce in Serie A il 25 agosto in Livorno-Roma (0-2). Mette a segno la sua prima rete in massima serie il 25 settembre contro il Cagliari (1-1). Termina la stagione – conclusa con la retrocessione del Livorno in Serie B – con 22 presenze e una rete. 
Il 21 dicembre 2019 festeggia il traguardo delle 300 presenze con gli amaranto in campionato. Non rientrando nei piani tecnici della nuova società, nel 2020 lascia il Livorno – di cui è stato capitano – dopo 10 anni, accordandosi a parametro zero con la Carrarese, in Serie C. Il 23 dicembre 2021 rescinde il contratto per motivi familiari.
Il 29 dicembre 2021 torna al Livorno, impegnato nel campionato di Eccellenza. Il 10 agosto 2022 gli amaranto vengono ammessi in Serie D dopo la revoca della promozione del Figline per illecito sportivo.
Il 16 aprile 2023 raggiunge le 369 partite in amaranto eguagliando Mauro Lessi. La settimana successiva ottiene il superamento del record garantendosi il primato assoluto di presenze nella società labronica.
Alla penultima giornata del campionato di Serie D 2023-2024 il centrocampista raggiunge le 400 partite complessive (considerando le gare dei play-off).
Il 14 aprile 2025 (a poche giornate dal termine del vittorioso campionato di Serie D 2024-2025 che ha visto il ritorno degli amaranto in Serie C dopo 4 anni) Andrea Luci annuncia ufficialmente l'addio al calcio giocato.

## Statistiche

### Presenze e reti nei club
Statistiche aggiornate al 5 maggio 2025.
| Stagione         | Squadra          | Campionato       | Campionato | Campionato | Coppe nazionali | Coppe nazionali | Coppe nazionali | Coppe continentali | Coppe continentali | Coppe continentali | Altre coppe | Altre coppe | Altre coppe | Totale | Totale |
| Stagione         | Squadra          | Comp             | Pres       | Reti       | Comp            | Pres            | Reti            | Comp               | Pres               | Reti               | Comp        | Pres        | Reti        | Pres   | Reti   |
| ---------------- | ---------------- | ---------------- | ---------- | ---------- | --------------- | --------------- | --------------- | ------------------ | ------------------ | ------------------ | ----------- | ----------- | ----------- | ------ | ------ |
| 2005-2006        | Torres           | C1               | 22+2       | 2          | CI-C            | 4               | 0               | -                  | -                  | -                  | -           | -           | -           | 28     | 2      |
| 2006-2007        | Pescara          | B                | 32         | 1          | CI              | -               | -               | -                  | -                  | -                  | -           | -           | -           | 32     | 1      |
| 2007-2008        | Ascoli           | B                | 33         | 0          | CI              | 5               | 0               | -                  | -                  | -                  | -           | -           | -           | 38     | 0      |
| 2008-2009        | Ascoli           | B                | 29         | 1          | CI              | 3               | 1               | -                  | -                  | -                  | -           | -           | -           | 32     | 2      |
| 2009-2010        | Ascoli           | B                | 40         | 2          | CI              | 2               | 0               | -                  | -                  | -                  | -           | -           | -           | 42     | 2      |
| Totale Ascoli    | Totale Ascoli    | Totale Ascoli    | 102        | 3          |                 | 10              | 1               |                    | -                  | -                  |             | -           | -           | 112    | 4      |
| 2010-2011        | Livorno          | B                | 38         | 1          | CI              | 2               | 0               | -                  | -                  | -                  | -           | -           | -           | 40     | 1      |
| 2011-2012        | Livorno          | B                | 36         | 1          | CI              | 1               | 0               | -                  | -                  | -                  | -           | -           | -           | 37     | 1      |
| 2012-2013        | Livorno          | B                | 35+4       | 1          | CI              | 2               | 1               | -                  | -                  | -                  | -           | -           | -           | 41     | 2      |
| 2013-2014        | Livorno          | A                | 22         | 1          | CI              | 0               | 0               | -                  | -                  | -                  | -           | -           | -           | 22     | 1      |
| 2014-2015        | Livorno          | B                | 28         | 3          | CI              | 0               | 0               | -                  | -                  | -                  | -           | -           | -           | 28     | 3      |
| 2015-2016        | Livorno          | B                | 32         | 0          | CI              | 2               | 0               | -                  | -                  | -                  | -           | -           | -           | 34     | 0      |
| 2016-2017        | Livorno          | LP               | 34+5       | 2          | CI+CI-LP        | 0+1             | 0               | -                  | -                  | -                  | -           | -           | -           | 40     | 2      |
| 2017-2018        | Livorno          | C                | 33         | 3          | CI+CI-C         | 2+0             | 0               | -                  | -                  | -                  | SC          | 0           | 0           | 35     | 3      |
| 2018-2019        | Livorno          | B                | 27         | 1          | CI              | 2               | 0               | -                  | -                  | -                  | -           | -           | -           | 29     | 1      |
| 2019-2020        | Livorno          | B                | 32         | 0          | CI              | 1               | 0               | -                  | -                  | -                  | -           | -           | -           | 33     | 0      |
| 2020-2021        | Carrarese        | C                | 31         | 0          | CI              | 1               | 0               | -                  | -                  | -                  | -           | -           | -           | 32     | 0      |
| ago.-dic. 2021   | Carrarese        | C                | 19         | 1          | CI-C            | 1               | 0               | -                  | -                  | -                  | -           | -           | -           | 20     | 1      |
| Totale Carrarese | Totale Carrarese | Totale Carrarese | 50         | 1          |                 | 2               | 0               |                    | -                  | -                  |             | -           | -           | 52     | 1      |
| gen.-giu. 2022   | Livorno          | Ecc.             | 10+5       | 0          | CI-Dil          | -               | -               | -                  | -                  | -                  | -           | -           | -           | 15     | 0      |
| 2022-2023        | Livorno          | D                | 31+1       | 0          | CI-D            | 0               | 0               | -                  | -                  | -                  | -           | -           | -           | 32     | 0      |
| 2023-2024        | Livorno          | D                | 28+1       | 3+1        | CI-D            | 3               | 0               | -                  | -                  | -                  | -           | -           | -           | 32     | 4      |
| 2024-2025        | Livorno          | D                | 19         | 3          | CI-D            | 6               | 1               | -                  | -                  | -                  | -           | -           | -           | 25     | 4      |
| Totale Livorno   | Totale Livorno   | Totale Livorno   | 421        | 20         |                 | 22              | 2               |                    | -                  | -                  |             | 0           | 0           | 443    | 22     |
| Totale carriera  | Totale carriera  | Totale carriera  | 629        | 27         |                 | 38              | 3               |                    | -                  | -                  |             | 0           | 0           | 667    | 30     |

## Palmarès

### Club

#### Competizioni giovanili
- Torneo di Viareggio: 2

Juventus: 2004, 2005
- Coppa Italia Primavera: 1

Juventus: 2003-2004

#### Competizioni nazionali
- Serie C: 1

Livorno: 2017-2018 (Girone A)
- Serie D: 1

Livorno: 2024-2025 (girone E)
- Scudetto Dilettanti: 1

Livorno: 2024-2025

#### Competizioni regionali
- Eccellenza Toscana: 1

Livorno: 2021-2022 (Girone B)

### Individuale
- Miglior giocatore del Torneo di Viareggio: 1

2005